# Pepsi-Cola Masters 1970
Pepsi-Cola Masters 1970 — первый в истории итоговый турнир профессионального тура Гран-при (в дальнейшем известного как АТР-тур).

## Общая информация
Турнир Pepsi-Cola Masters проводился во вторую неделю декабря 1970 года на ковровых кортах Токийского дворца спорта. В рамках турнира прошли соревнования шести лучших теннисистов по итогам тура Гран-при 1970 года в одиночном разряде и трёх лучших пар. Как одиночный, так и парный турнир проводились по круговой системе.
Абсолютным чемпионом турнира стал американец Стэн Смит. В парном разряде завоевать главный приз соревнований ему помог соотечественник Артур Эш.

## Результаты

### Одиночный разряд
Стэн Смит выиграл шестой турнир в одиночном разряде за сезон и девятый за профессиональную карьеру.

#### Результаты матчей
|                   | Розуолл       | Франулович    | Эш            | Смит          | Лейвер        | Кодеш         |
| Кен Розуолл       |               | 6-3, 6-3      | 6-3, 6-4      | 4-6, 5-6      | 6-5, 3-6, 5-6 | 6-5, 6-4      |
| Желько Франулович | 3-6, 3-6      |               | 5-6, 6-3, 2-6 | 1-6, 6-5, 1-6 | 5-6, 6-3, 2-6 | 6-2, 3-6, 6-3 |
| Артур Эш          | 3-6, 4-6      | 6-5, 3-6, 6-2 |               | 3-6, 6-3, 6-5 | 3-6, 2-6      | 6-3, 4-6, 6-3 |
| Стэн Смит         | 6-4, 6-5      | 6-1, 5-6, 6-1 | 6-3, 3-6, 5-6 |               | 4-6, 6-3, 6-4 | 6-3, 6-5      |
| Род Лейвер        | 5-6, 6-3, 6-5 | 6-5, 3-6, 6-2 | 6-3, 6-2      | 6-4, 3-6, 4-6 |               | 6-4, 6-3      |
| Ян Кодеш          | 5-6, 4-6      | 2-6, 6-3, 3-6 | 3-6, 6-4, 3-6 | 3-6, 5-6      | 4-6, 3-6      |               |

#### Итоговое положение
| Игрок             | Матчи | Сеты | Геймы | Место |
| ----------------- | ----- | ---- | ----- | ----- |
| Стэн Смит         | 4-1   | 9-3  | 71-53 | 1     |
| Род Лейвер        | 4-1   | 9-3  | 69-55 | 2     |
| Кен Розуолл       | 3-2   | 6-4  | 59-51 | 3     |
| Артур Эш          | 3-2   | 6-7  | 58-53 | 4     |
| Желько Франулович | 1-4   | 5-9  | 55-70 | 5     |
| Ян Кодеш          | 0-5   | 2-10 | 47-67 | 6     |

Места распределяются по следующим показателям: 1. Победы в матчах. 2. Количество матчей. 3. При равенстве двух игроков — результат личной встречи. 4. При равенстве трёх игроков — процент побед в сетах, затем процент побед в геймах. 5. Решение организационного комитета.

### Парный разряд
Стэн Смит выиграл седьмой турнир в парах за сезон и десятый за профессиональную карьеру. Артур Эш выиграл шестой турнир в парах за сезон и седьмой за профессиональную карьеру.

#### Результаты матчей
|                               | Смит Эш  | Кодеш Лейвер  | Розуолл Франулович |
| Стэн Смит Артур Эш            |          | 6-3, 6-4      | 6-5, 6-5           |
| Ян Кодеш Род Лейвер           | 3-6, 4-6 |               | 3-6, 6-5, 6-4      |
| Кен Розуолл Желько Франулович | 5-6, 5-6 | 6-3, 5-6, 4-6 |                    |

#### Итоговое положение
| Игроки                        | Матчи | Сеты | Геймы | Место |
| ----------------------------- | ----- | ---- | ----- | ----- |
| Стэн Смит Артур Эш            | 2-0   | 4-0  | 24-17 | 1     |
| Ян Кодеш Род Лейвер           | 1-1   | 2-5  | 22-27 | 2     |
| Кен Розуолл Желько Франулович | 0-2   | 1-4  | 25-27 | 3     |